# Петер Хьоґ
Петер Хьоґ (дан. Peter Høeg) — данський письменник.
Найвідомішим його твором є роман «Смілла та її відчуття снігу», опублікований у 1992 році, який отримав кілька престижних літературних премій. Петер Хьоґ — єдиний сучасний данський письменник, чиї книги перекладені більш ніж тридцятьма мовами. Його книги виходять мільйонними тиражами.

## Біографія

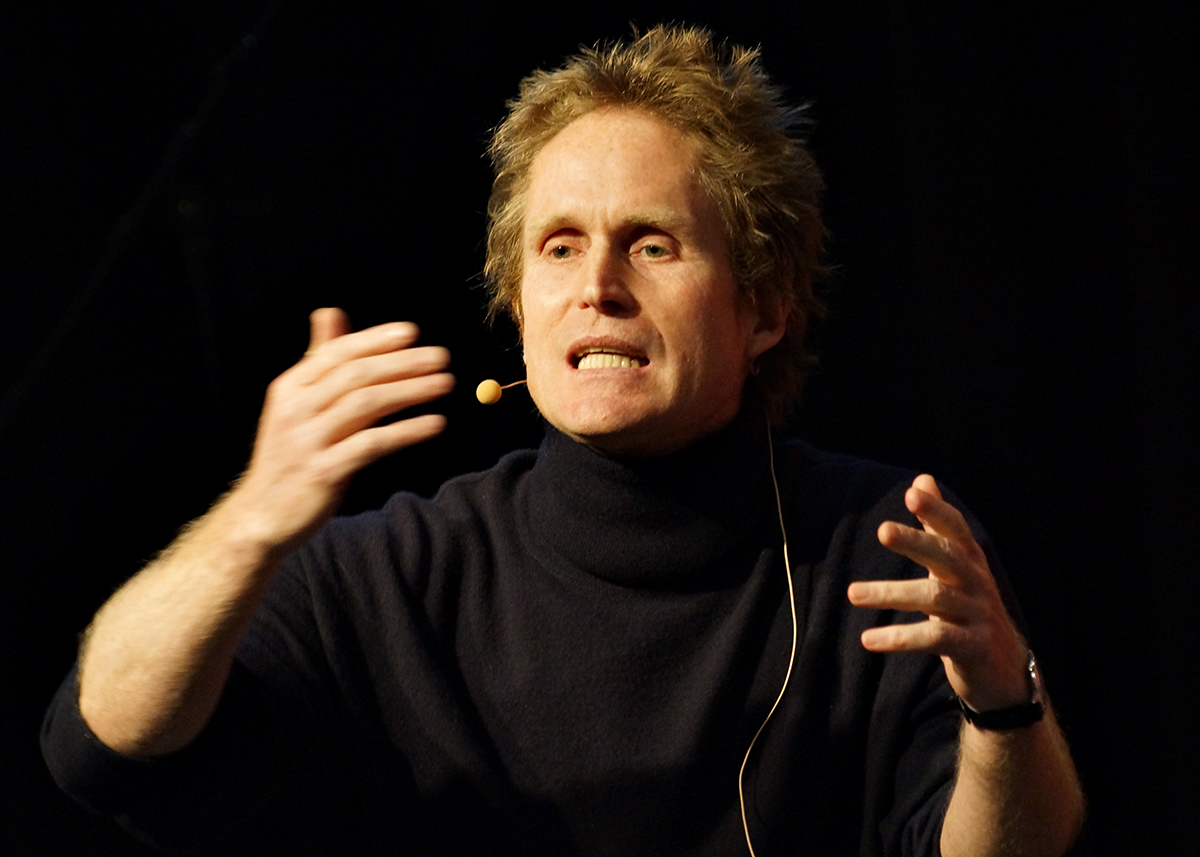
Хьоґ у 2012 році

Хьоґ народився в Копенгагені, Данія. Перш ніж стати письменником, працював матросом, танцюристом балету та актором. Отримав ступінь магістра мистецтв в університеті Копенгагена в 1984 році.
Всесвітню славу Хьоґу приніс його роман «Смілла та її відчуття снігу», який вийшов у 1992 році, написаний від імені жінки-гренландки (це був другий за хронологією роман письменника). Він був екранізований класиком данського кіно Білле Аугустом. «Смілла та її відчуття снігу» виявився успішним не тільки завдяки гострому детективному сюжету, інтризі, почуттю стилю і розумінню сучасного життя з його хаосом, самотністю, депресіями, азартом і поразками, а й точному відображенню людських пристрастей у всьому їх різноманітті. Разом із тим, незважаючи на всесвітній успіх і досить доброзичливу критику, роман був сприйнятий у літературних і академічних колах Данії насамперед як комерційний проект, ніж як велика література.
Після виходу «Смілли» Хьоґ протягом майже десяти років не спілкувався з пресою і про нього практично нічого не було відомо. Лише пізніше стало відомо, що він багато подорожував, жив відлюдником, займався благодійністю, захопився східною філософією.

## Українські переклади
- «Тиша» (Den stille pige)
- «Смілла та її відчуття снігу» (Frøken Smillas fornemmelse for sne)